# Delegazione apostolica di Perugia
La delegazione apostolica di Perugia fu una suddivisione amministrativa dello Stato della Chiesa, istituita nel 1816 da papa Pio VII nel territorio dell'Umbria. Nella sua conformazione definitiva confinava a nord con la delegazione di Urbino e Pesaro, a est con le delegazioni di Macerata e Camerino, a sud con le delegazioni di Orvieto, Spoleto e Viterbo, a ovest con il Granducato di Toscana.
Era una delegazione di 2ª classe. In seguito alla riforma amministrativa di Pio IX il 22 novembre 1850 confluì nella Legazione dell'Umbria (III Legazione). Dopo l'Unità d'Italia, per effetto del decreto Pepoli (13 dicembre 1860), fu trasformata nella provincia dell'Umbria assorbendo tutte le altre delegazioni della regione e la delegazione di Orvieto che apparteneva al circondario di Roma.